# Jazz band
Jazz band és un drama televisiu de només tres episodis, emès a Rai Uno a partir del 30 d'abril al 14 de maig de 1978, escrit i dirigit per Pupi Avati.

## Argument
Bolonya finals dels anys cinquanta. Giuseppe és un jove estudiant orfe de pare que viu amb la seva mare molt afectuosa i el seu avi jubilat, també vidu, a més a més sempre disposat a buscar l'aprovació del seu nebot per a cadascuna de les seves noves núvies.
El noi comparteix una gran passió pel jazz, fins al punt d'haver fundat recentment una orquestra amb tres amics, la qual cosa els fa sentir orgullosos del seu inconformisme ingenu com a petits "durs" provincials. El concert a la ciutat de Bolonya de Kid Ory, autèntica llegenda viva de l'edat daurada de Nova Orleans, és el motor que els empeny a posar-se seriosos amb els seus projectes musicals. Així va néixer la Criminal Jazz Band: la formació està formada respectivament per un clarinet (Giuseppe), un piano (Vittorio), un banjo (Giancarlo) i un trompeta (Luigi), per això els nois decideixen ampliar-la amb tres elements més, necessaris per completar un septet clàssic; mentrestant, per consell del seu avi, durant l'estiu en Giuseppe pren classes d'un professor, millorant notablement la manera de tocar el seu instrument. La recerca dels quatre s'acaba quan es troben amb l'estrany Carlo, apassionat del ritme i les percussions, així com el fill del porter de l'edifici propietat del pare de Vittorio, amb qui el ric cavaller intercedeix així que pot escollir-lo com a baterista, el contrabaixista Maurizio d'extracció clàssica, però amb ganes de provar-se amb el jazz, i sobretot després l’expert encara que sense diners trombonista Giuliano, gràcies al qual, després d'un nombre constant de proves, el complex avança constantment i adquireix confiança en les seves possibilitats. El nouvingut també obté la possibilitat d'una audició de "Cicci" Foresti, un poderós i ric empresari local així com un gran coneixedor de la música afroamericana; tanmateix, la resposta d'aquest últim és gairebé totalment negativa, llevat de Giuseppe, del qual aprecia les qualitats molt prometedores si bé encara immadures, fins al punt de convidar-lo a una festa on li presenta Nardo, cap de la Magistratus, la millor formació de jazz de Bolonya. Després d'acceptar inicialment la temptadora oferta del bandleader de substituir el seu clarinetista per a una propera gira, el noi inverteix la seva decisió preferint quedar-se amb els amics.
Tot i que l'aparició d'alguns malentesos interns i fins i tot d'un acalorat enfrontament polític-ideològic entre el pare de Giuliano i Vittorio, sembla que des del principi posar fi als somnis dels joves músics, increïblement en canvi el grup es retroba: després amb un profund augment de orgull i rivalitat, la Criminal Jazz Band decideix mostrar-la als seus rivals. De fet, quan la RAI decideix que les millors bandes de jazz italianes toquin en directe a la ràdio, i l'orquestra Nardo és escollida per representar Bologna, amb una atrevida estratagema els set reclamen aquest prestigiós honor per a ells mateixos: per establir quin dels dos equips és més digne d'això, s'organitza entre les dues formacions un repte basat en estàndard davant d'un jurat competent, la resposta final del qual serà sorprenentment incerta fins al final.
Les aventures musicals acompanyen els set nois a través d'esdeveniments públics i privats, com els primers disturbis amorosos, el dolor per la mort d'un estimat amic, els enfrontaments entre bàndols polítics oposats que caracteritzen l'època, un matrimoni i en general la intensitat emocional típica dels vint-i-uns anys.

## Ambientació
La pel·lícula neix a partir d'una idea autobiogràfica del director, i hi ha les grans passions que sempre l'han acompanyat en el seu viatge cinematogràfic: Bolonya i el jazz. La pel·lícula, ambientada a la capital d'Emília als anys 1950, i amb el personatge del clarinetista Giuseppe, que porta el seu nom real, explica la història de la Criminal Jazz Band, que no és altra que la Doctor Dixie Jazz Band, en què el mateix director tocava com a clarinetista, obrint una finestra narrativa sobre el que va ser l'"altra vida" de Pupi Avati, quan, abans d'emprendre una carrera cinematogràfica, va intentar establir-se com a músic.

## Música
La banda sonora va ser editada per Amedeo Tommasi, des de sempre fidel col·laborador d'Avati. En el moment del pas del guió a la televisió, va assolir els màxims rècords, gràcies a les belles melodies interpretades magníficament pels següents músics: Nardo Giardina, Checco Coniglio, Marcello Rosa, Gianni Sanjust, Amedeo Tommasi, Umberto Melloni, Aimone Finotti, Alessio Urso, Gherardo Casaglia, Roberto Spizzichino, Mingus Mingotti, però sobretot el clarinetista Henghel Gualdi, autor, entre altres coses, dels temes d'obertura i de cloenda, Jazz band i Sweet Time. Fins i tot Avati, com demostren els crèdits, participa en l'execució de les cançons.

## Agraïments
- Premi Chianciano a la Direcció de Televisió
- Maschera d'Argento
- Premi Salsomaggiore al millor guió
- Telegatto Sorrisi & Canzoni Millor director